# 法集論
《法集論》，为《巴利三藏》论藏的七論之一，又作《法聚論》，南传上座部佛教典籍。是整理經典中的法数名目。本論被覺音（Buddhaghosa）尊者列為南傳巴利七論的首位，可視為阿毗達磨論書的先驅，和《分別論》都是阿毗達磨的基礎著作。書中所列舉的論本母屢被其他論書引用，如《分別論》、《界論》、《雙論》及《發趣論》等。同時覺音尊者的《清凈道論》曾詳細解說書中的主要論目。
法集论，分为四品，为对诸法进行分类阐述，其概要如下︰
一、心生起品︰說明三界和出世間的八十九心、與之相應的心所法。

二、色品: 將一切色法分類為一種色聚至十一種色聚，再逐一廣說。

三、總說品: 列舉諸法，並依據論母、經母以解說一切法。

四、義釋品: 說明論母的法數名目。

## 譯本

### 漢譯
- 郭哲彰譯，漢譯南傳大藏經·法集論（第48冊），1996，元亨寺妙林出版社

### 英譯
- Caroline A.F. Rhys Davids & D. Litt.譯，A Buddhist Manual of Psychological Ethics，1900，Bristol: Pali Text Society，SuttaCentral 網路版 （页面存档备份，存于）
- U Kyaw Khine譯，Dhammasaṅgaṇī: Enumeration of the Ultimate Realities，1996，Department for the Promotion and Propagation of the Sasana
- Ānandajoti Bhikkhu，Abhidhammamātikā: The Matrix from the Abstract Teaching，2011（非全本，是法集論的本母）
- Bhante Sujato譯，Matrix of the Compendium of Phenomena，2014，SuttaCentral （页面存档备份，存于）（非全本，是法集論的本母）

## 外部連結
- Readable online version of the Dhammasangani (HTML) （页面存档备份，存于）.